# Pfarrhaus (Reichling)

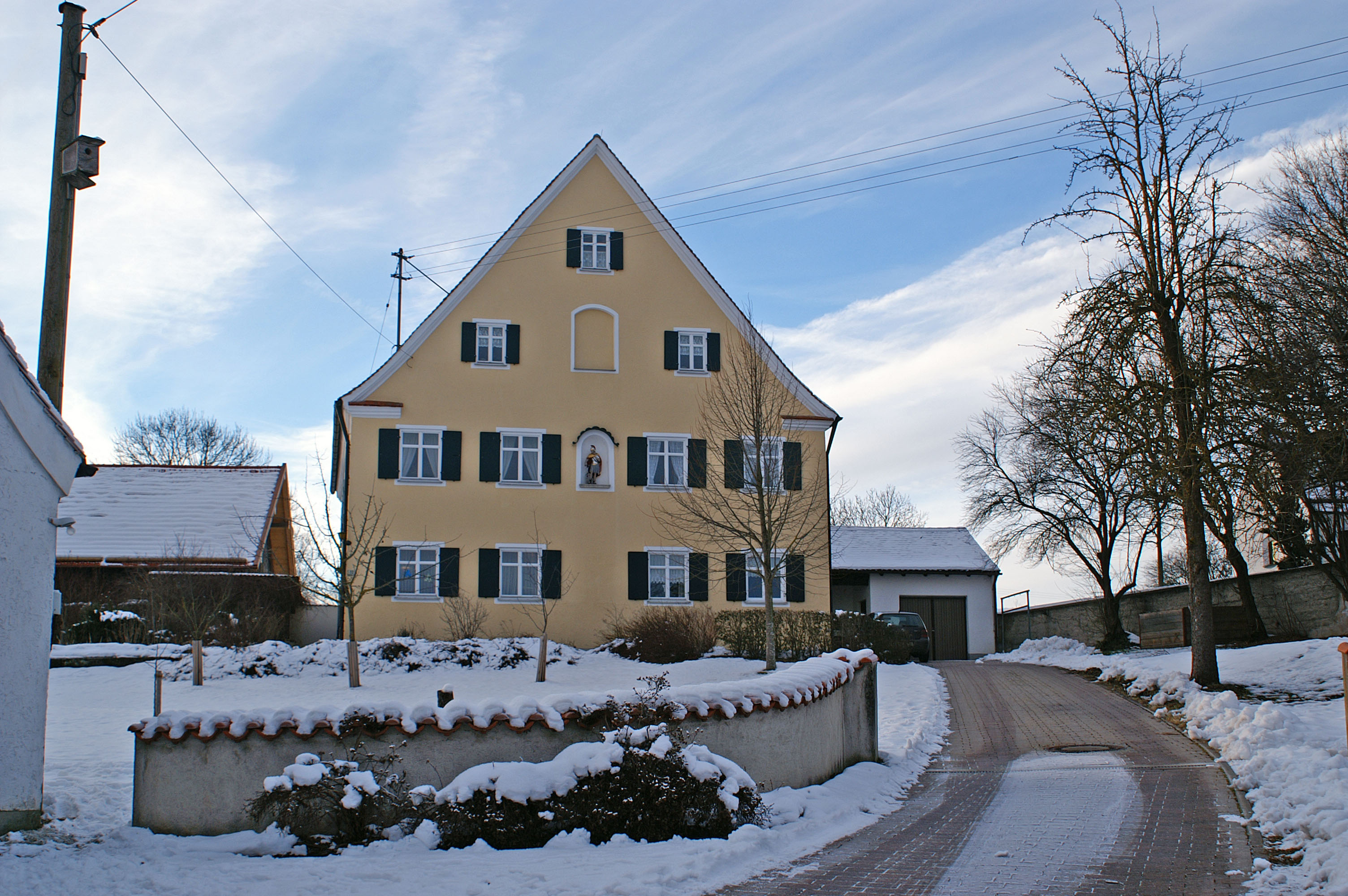
Pfarrhaus in Reichling

Das Pfarrhaus in Reichling, einer Gemeinde im oberbayerischen Landkreis Landsberg am Lech, wurde von 1731 bis 1733 errichtet. Das Pfarrhaus an der St.-Nikolaus-Straße 12, nördlich der katholischen Pfarrkirche St. Nikolaus, ist ein geschütztes Baudenkmal.

## Beschreibung
Der zweigeschossige, barocke Satteldachbau mit verkröpftem Ortganggesims wurde nach Plänen des Wessobrunner Baumeisters Joseph Schmuzer errichtet. Die fünf zu fünf Fensterachsen sind symmetrisch angeordnet und die Kreuzstockfenster besitzen grüne Fensterläden. Am straßenseitigen Giebel ist eine Heiligennische mit Blechdach und eine Ladeluke angebracht. 
Der großzügige Flez erschließt das Haus in seiner gesamten Breite. Eine zweiläufige Podesttreppe führt zum Obergeschoss, wo im südlichen Eckzimmer eine farbig gefasste Deckenstuckierung aus der Zeit um 1760 erhalten ist. Im Obergeschoss haben sich die Türen aus dem 18. Jahrhundert erhalten.
Der mächtige Pfarrstadel wurde 1890 abgebrochen. 